# Клан Колкагун

Емблема клану Колкагун.

Герб клану Колкагун.

Колкагун (шотл. — Clan Colquhoun, гельск. — Clann a' Chombaich) — кланн а Хомбех — гірський шотландський клан.
Гасло клану: Si je puis — Якщо я можу.
Військова пісня: Cnoc Ealachain! — Кнок Еалахайн! — Пагорб Чорної Верби! (гельск.)
Землі клану: Дурбантоншир
Символ клану: гілка ліщини
Музика клану: марш Колкагун
Вождь клану: сер Малкольм Колкагун Лусс — VIII баронет Колкагун
Резиденція вождя клану: Россду-Хаус
Історична резиденція вождя клану: замок Дунгласс-Кастл
Ворожі клани: МакГрегор, МакФарлан

## Історія клану Колкагун

### Походження
Землі клану Колкагун були на берегах озера Лох-Ломонд. Під час правління короля Шотландії Олександра II Умфредус де Кілпатрік (шотл. — Umphredus de Kilpatrick) отримав ці землі від Малдуйна — графа Леннокс. Зокрема, було отримано землі Колкухон (шотл. — Colquhoun), Аухенторілі (шотл. — Auchentorily) та Дамбак (шотл. — Dumbuck). Оплотом вождя клану Колкагун став замок Дангласс, що стоїть на скелястому мисі річки Клайд. Цей замок розташований недалеко від королівського замку Данбартон, в якому вожді клану Колкагун були намісниками та охоронцями.
Титут вождя Колкагун включає титул барон Лусс з того часу, коли вождь клану Колкагун — сер Роберт Колкагун одружився з спадкоємицею лордів Лусс у 1368 році.

### XV століття
В часи правління шотландського короля Джеймса II вождь клану Колкагун — сер Джон Колкагун був призначений губернатором королівського замку Данбартон. Але він був вбитий від час військового рейду на Інхмуррін (шотл. — Inchmurrin) у 1439 році. У той час йшли постійні війни між кланами і вожді кланів здійснювали рейди на землі інших кланів. Наступником вбитого вождя став другий син сера Джона, який отримав вагомий вплив у королівському дворі. Він отримав грамоту на володіння всіма землями клану, включно з землями баронства Лусс у 1457 році. Ще через рік він отримав у володіння ліси Россву (шотл. — Rossdhu) та Гленмахом (шотл. — Glenmachome) разом з землями в Кілмардінні (шотл. — Kilmardinny).
У 1474 році сер Джон Колкагун входив до складу амбасади до англійського короля Едварда IV з метою переговорів про шлюб дочки Едварда — Сесилії з Джемсом IV Шотландським.
Потім сер Джон Колкагун захищав замок Данбар від повстанців, що його намагались взяти штурмом і при цьому був вбитий гарматним ядром.
Клан Колкагун контролював замок Камстрадден (шотл. — Camstradden), що був отриманий від баронів Лусс у 1395 році.

### XVI століття
VI вождь клану Колкагун — Лайрд Камстрадденський був відомий як лицар, що воював у битві під Пінкі Клеу у 1547 році.

### XVII століття
Землі клану Колкагун були особливо вразливі для рейдів інших кланів, крім того вони мали стратегічне значення у міжклановій боротьбі. У 1603 році Аласдер МакГрегор (шотл. — Alasdair MacGregor) з клану МакГрегор вдерлися на територію клану Колкагун з 400 воїнами. Вождь клану Колкагун зібрав понад 500 воїнів і 300 вершників виступив проти клану МакГрегор. Вони вирушили до Глен Фруїн. МакГрегори розділили свої сили на дві частини і спробували атакувати клан Колкагун з тилу і з фронту. Кіннота загнала загони МакГрегорів в Мосс Авхінгайх (шотл. — Moss Auchingaich), але в ущелині кіннотники були безпорадні і майже всі були перебиті. Через 200 років вожді обох кланів зустрілися на цьому самому місці де був жорстокий цей бій і потиснули один одного руки.
У 1625 році Джон Колкагун Лусс оголосив про створення баронства Нова Шотландія (Nova Scotia). Але в 1632 році він був звинувачений у злочинах проти держави і змушений був переховуватись разом з дружиною — леді Катрін Грехем — дочкою графа Монтроза. Крім цього він був звинувачений у чаклунстві. Він змушений був тікати і всі маєтки і землі його були конфісковані. Старший син Джона Колкагуна був відновлений у правах у 1646 році.

### XVIII століття
У 1703 році сер Хемфрі — V барон Дунбартоншира — колишній член шотландського парламенту рішуче висловився за незалежність Шотландії і проти созу з Англією. Він помер не лишивши синів, тому його титул успадкував чоловік його дочки — Джеймс Грант Плускардін. Але коли його старший брат помер, то він знову прийняв ім'я Грант. Він був родоначальником графів Шефвлд і баронів Стретспей. Помістя успадкував Джеймс Грант Колкагун який був четвертим сином Джеймса Гранта та Енн Колкагун. Він збудував замок Россду (шотл. — Rossdhu), який став резиденцією вождів клану Колкагун.

## Клан Колкагун сьогодні
Сер Івар Колкагун став вождем клану у 1948 році. він був вождем клану 60 років до своєї смерті у 2008 році. Після його смерті вождем став його син Малкольм.
Сер Малкольм Колкагун одружений леді Кетрін. Його спадкоємець — Патрік Колкагун Лусс народився від його першої дружини Сюзан Тіммерман.

## Септи клану Колкагун
- Calhoun
- Cohoon
- Cowan (or Cowen)
- Ingram (or Ingraham)
- Kilpatrick
- King
- Kirkpatrick
- Laing
- McCowan
- McMain
- McManus
- McClintock
- McOwan